# Fome na Somália de 1991-1992

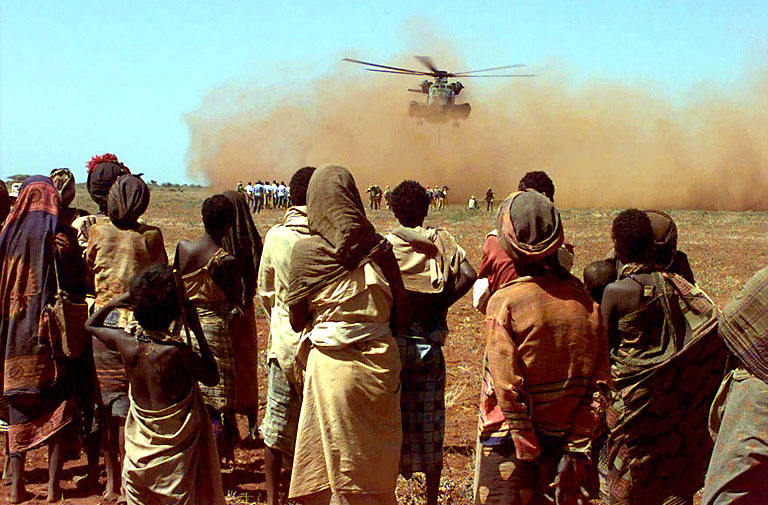
Um CH-53 Sea Stallion dos fuzileiros navais dos Estados Unidos entrega ajuda à vila de Maleel (janeiro de 1993).

Fome na Somália de 1991-1992 refere-se a fome ocorrida na Somália de 1991 a 1992. Essa fome foi responsável pela morte de quase 300.000 somalis.
A Somália é um país muito pobre e escasso em recursos naturais por causa de seu ambiente bastante árido. Como resultado, a maior parte do território é adequada apenas para a pecuária. Além da gestão desastrosa de recursos, deve-se considerar também a presença da guerra civil no país como responsável pela fome.
Embora o Chifre da África passasse por uma seca quando a fome na Somália ocorre em 1991, aparentemente é uma combinação de fatores humanos a causa da crise alimentar. Os 21 anos do regime de Siad Barre, que chegou ao poder depois de um golpe de Estado, foram a causa da grande instabilidade alimentar. Este último, apropriou-se da maioria dos recursos do país e negligenciou as políticas agrícolas, onde a segurança alimentar não era uma prioridade. Durante a década de 1980, a maior parte da ajuda alimentar enviada a Somália era desviada pelo governo Barre. Para muitos, esta ajuda internacional apenas apoiou uma ditadura na qual os doadores (principalmente os Estados Unidos) faziam vista grossa, haja vista a Somália era considerada uma importante aliada no contexto da Guerra Fria.
Mesmo após Barre ser deposto, as táticas que ele introduziu foram adotadas pelas várias facções que lutavam entre si pelo controle do país. Os exércitos dos senhores da guerra passaram a atacar aldeias destruindo fontes de água, queimando colheitas e matando gado. Como resultado ocorre a desertificação e uma mortandade de pessoas por fome nas aldeias da zona rural.
Em 1992, as Nações Unidas tentaram ajudar enviando pessoal para fornecer assistência humanitária por meio da Operação das Nações Unidas na Somália I (UNOSOM I). Os Estados Unidos também enviaram ajuda alimentar através da Operação Provide Relief. Entretanto, os senhores da guerra passariam a interromper os embarques de alimentos ou simplesmente saqueavam a ajuda humanitária assim que esta chegava aos centros de distribuição.